# Parc zoologique de Lille
Koordinaten: 50° 38′ 17,4″ N, 3° 2′ 52,4″ O
Der Parc zoologique de Lille, zuweilen auch Zoo de Lille genannt, ist ein Zoo, der sich im Norden der französischen Stadt Lille im Département Nord in der Region Hauts-de-France befindet. Er ist bei der European Association of Zoos and Aquaria (EAZA) und der World Association of Zoos and Aquariums (WAZA) akkreditiert sowie Mitglied der Association Française des Parcs Zoologiques (AFdPZ). Im Jahr 2021 besuchten rund 161.000 Personen den Zoo.

## Geschichte
Der Zoo in Lille wurde 1950 auf dem Gelände eines Kinderfreizeitparks eröffnet und enthielt nur wenige Gehege für Nutztiere sowie zwei Reihen von Volieren. In den frühen 1960er Jahren wuchs der Tierpark auf eine Fläche von etwa einem Hektar an und stellte erstmalig einige Affen aus. 1962 wurde ein Tropenhaus gebaut. Anfang der 1990er Jahre führte die Stadt Lille ein umfangreiches Erweiterungs- und Renovierungsprogramm durch und erweiterte das Gelände auf 3,5 Hektar. In den folgenden Jahren wurden die Anlagen modernisiert und neue Tiere angeschafft. In den Wintermonaten ist der Zoo geschlossen. Diese Schließung dient dazu, den Tieren Ruhe zu geben und dem Personal die Durchführung von Wartungsarbeiten an den Anlagen sowie Modernisierungsarbeiten zu ermöglichen.

## Anlagenkonzept
Der Parc zoologique de Lille ist in mehrere Abteilungen gegliedert, die im Wesentlichen nach lokalen Gesichtspunkten aufgeteilt wurden. Diese sind: Fauna Afrikas, Fauna Südamerikas, Inseln der Affen, Fauna Madagaskars, Allee der Volieren, Tropenhaus und Informationszentrum.

## Tierbestand und Arterhaltungsprogramme
Im Parc zoologique de Lille werden rund 360 Tiere mit 88 Arten, von denen 24 bedroht sind gezeigt. Es werden Säugetiere, Vögel, Reptilien und Amphibien aller Kontinente gehalten. Sämtliche im Zoo von Lille präsentierten Tiere sind als Botschafter ihrer in freier Wildbahn lebenden Artgenossen anzusehen. Die gezeigten Tiere wurden in Gefangenschaft geboren, teilweise auch aus illegaler Haltung befreit oder stammen aus Zollbeschlagnahmen.
Im Rahmen des Europäischen Erhaltungszuchtprogramms (EEP) werden übergreifende Projekte zur gezielten und koordinierten Zucht von in Zoos gehaltenen Arten durchgeführt. Der Parc zoologique de Lille beteiligte sich an mehreren Ex-situ- und In-situ-Programmen zur Erhaltung der Artenvielfalt. Das Hauptziel besteht darin, genetisch lebensfähige Populationen zu etablieren, um eine zukünftige Wiedereinführung in die natürliche Umwelt vorzubereiten.

## Sonderprogramme
Der Parc zoologique de Lille bietet eine Reihe von Sonderprogrammen an, dazu zählen:
- Der Dreamday ist eine kostenlose Veranstaltung und richtet sich ausschließlich an Kinder mit langer Krankheit oder Behinderung. Diese Kinder können zusammen mit ihren Familien die Einrichtungen des Zoos und deren Tierwelt in Ruhe kennenlernen. An diesem Tag ist der Zoo ausnahmsweise für andere Besucher geschlossen.
- Unter dem Namen  La visite des coulisses besteht für Besucher die Möglichkeit einen Blick hinter die Kulissen zu werfen, während der Zoo noch geschlossen ist. Dabei können sie am frühen Morgen den Tieren beim Herauskommen aus den Nachtquartieren zuzusehen, sich an der Verteilung der ersten Futterration bestimmter Tiere beteiligen und dem Futtermeister bei der Zusammenstellung der verschiedenen Nahrungsmittel zusehen.[5]
- Der Zooclub Ado ist für 12- bis 18-jährige Jugendliche eingerichtet und gibt den Interessenten einen Einblick in die Interna eines Zoos. Die Teilnehmer lernen dabei auch  den Beruf des Tierpflegers kennen.[5]

## Galerie
Die nachfolgende Bildauswahl zeigt einige Tiere aus dem Bestand des Parc zoologique de Lille:

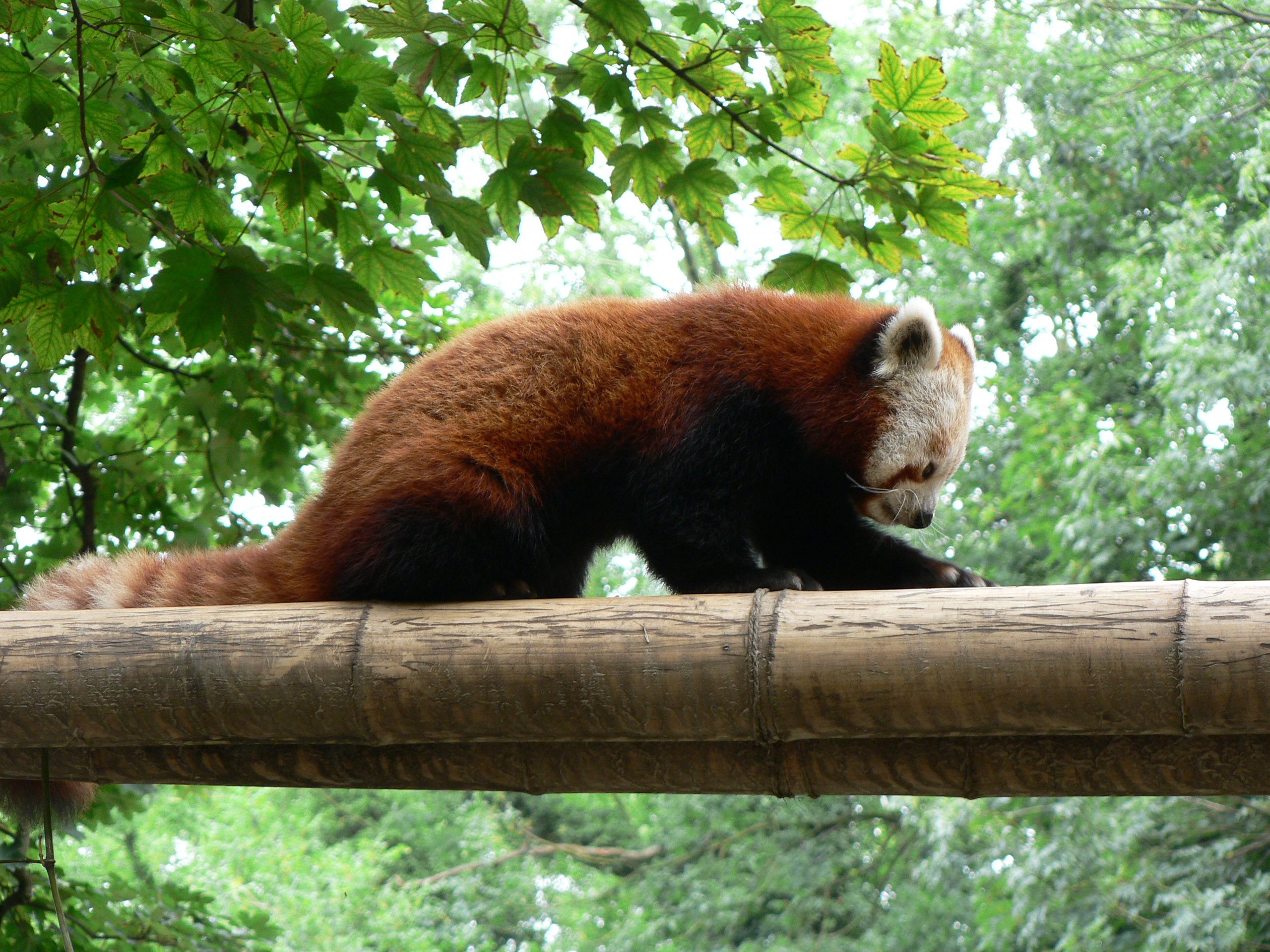
Westlicher Kleiner Panda
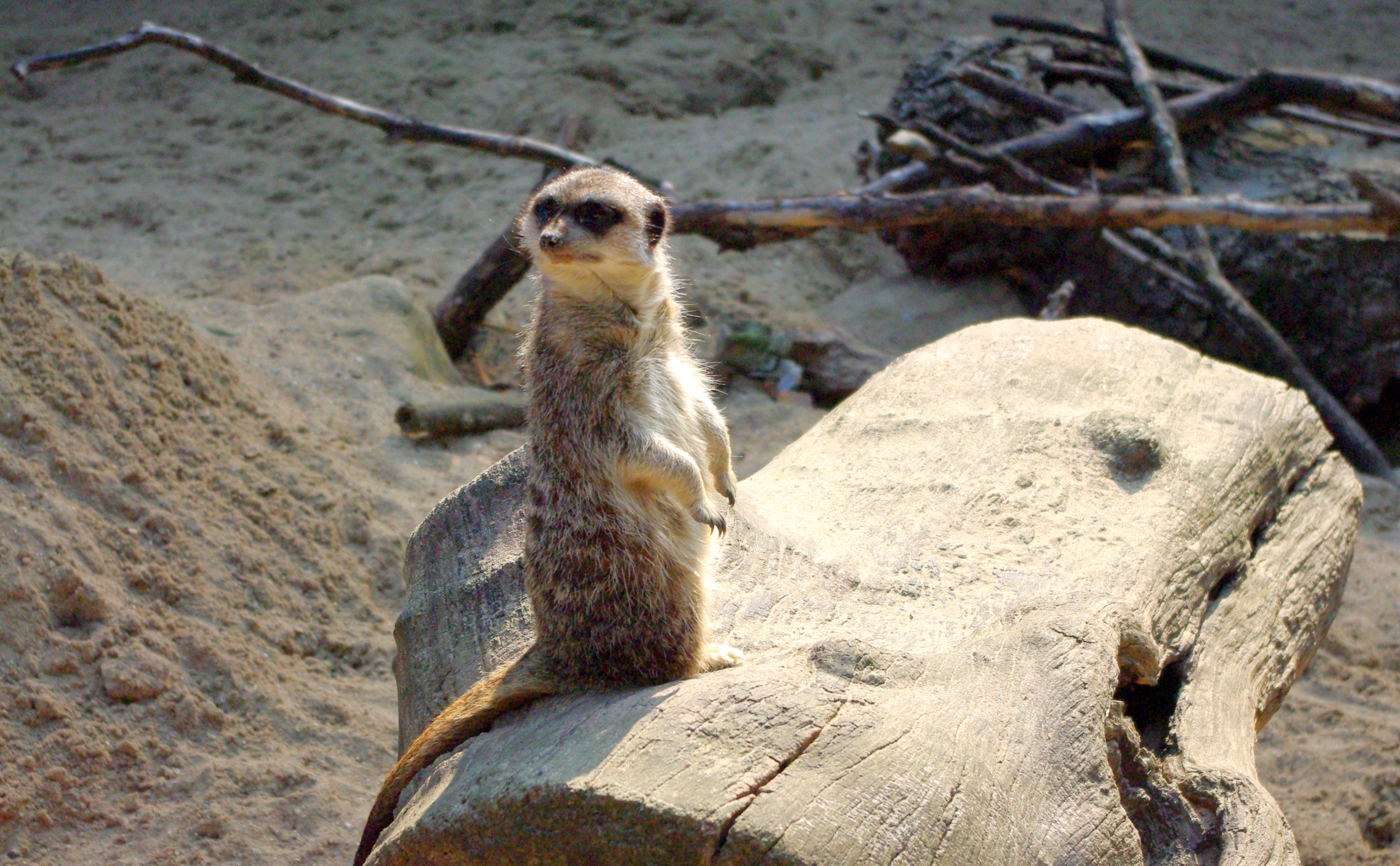
Erdmännchen
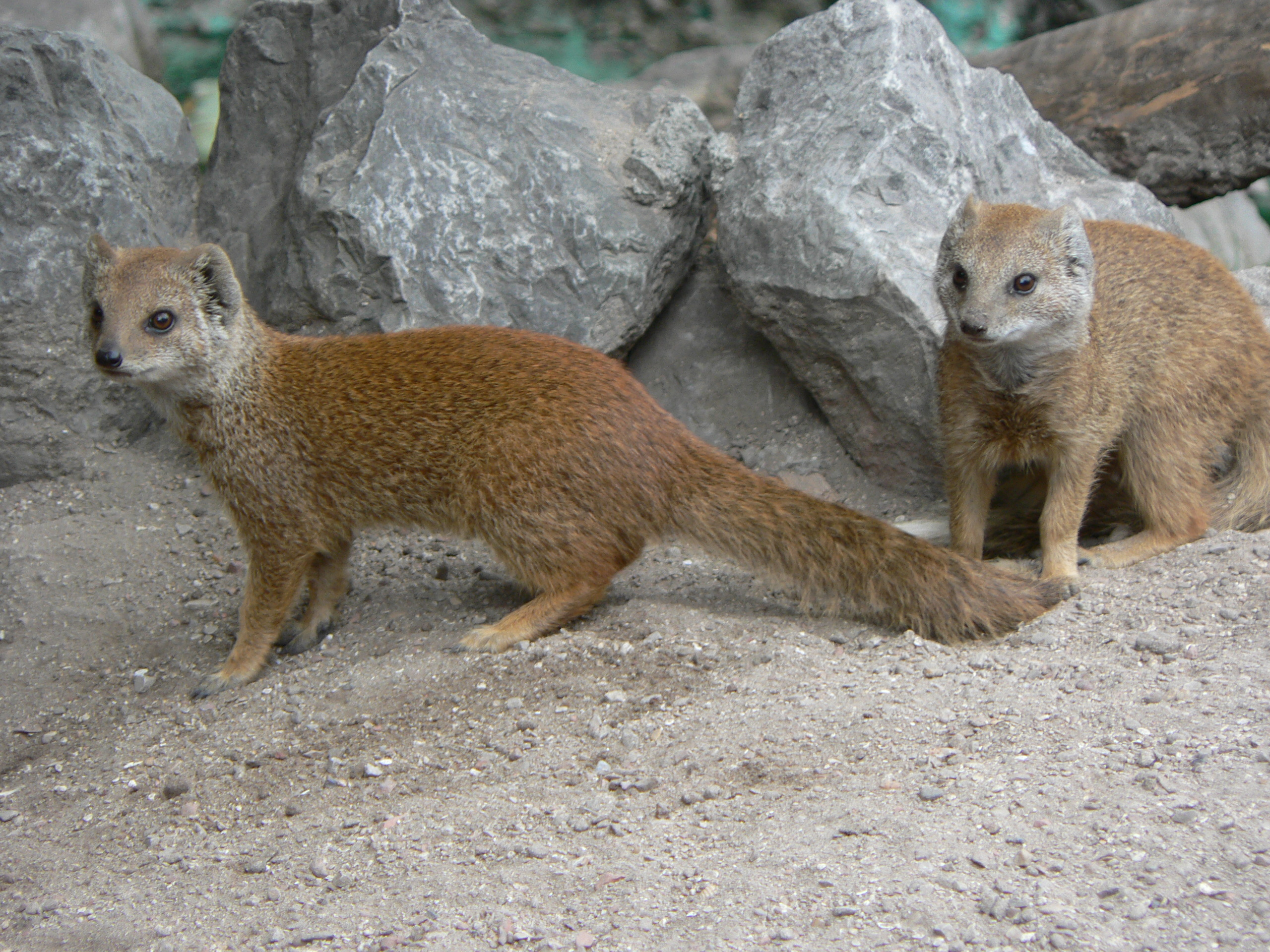
Fuchsmangusten
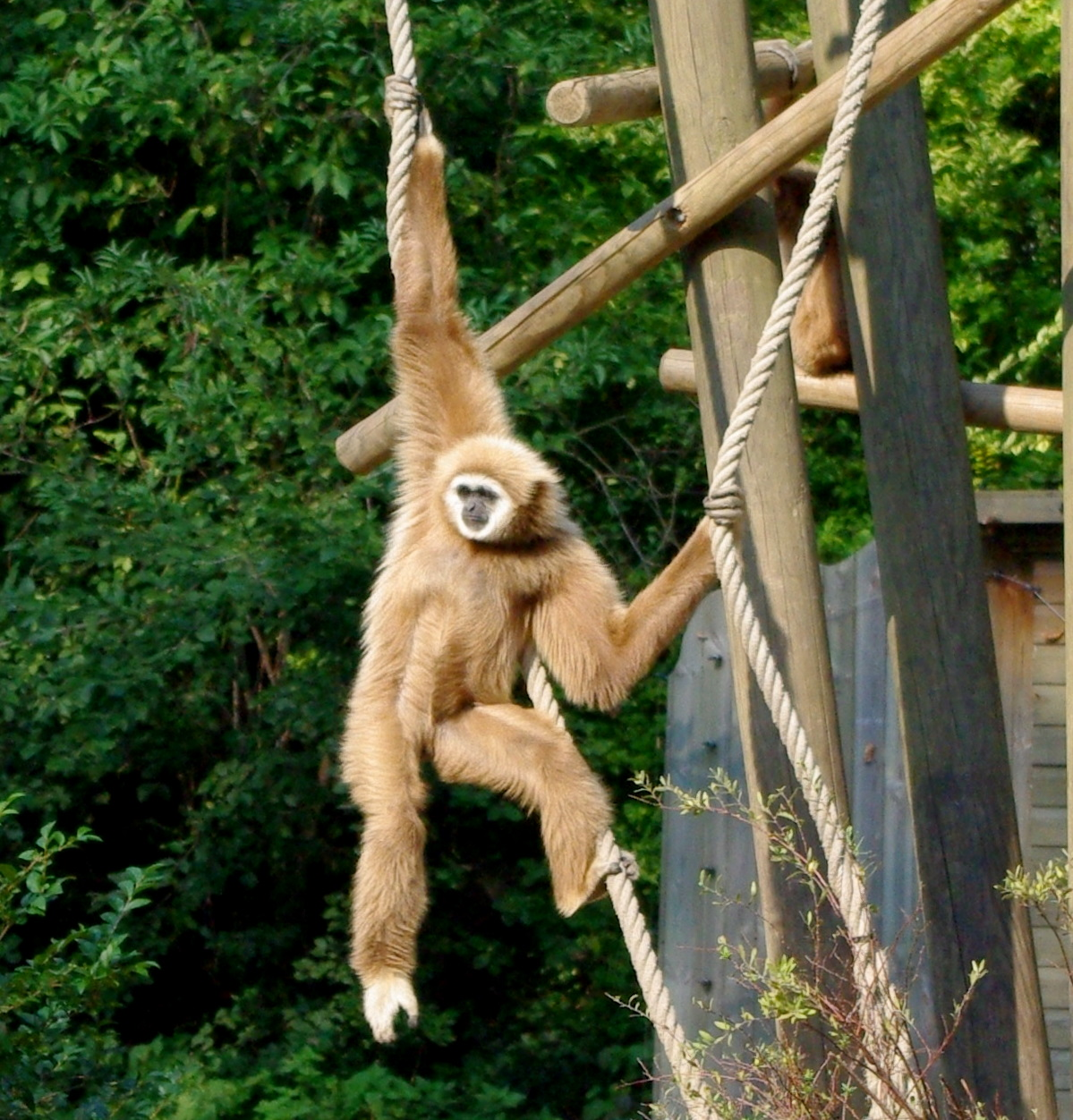
Weißhandgibbon
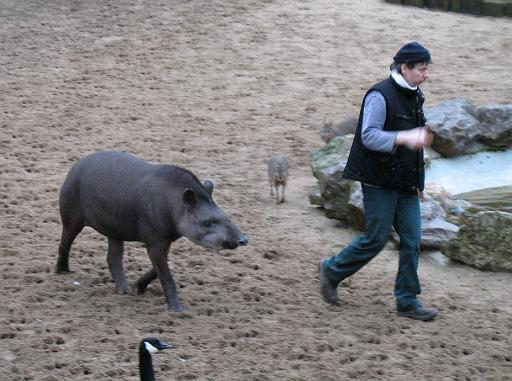
Erwachsener Flachlandtapir mit Pfleger
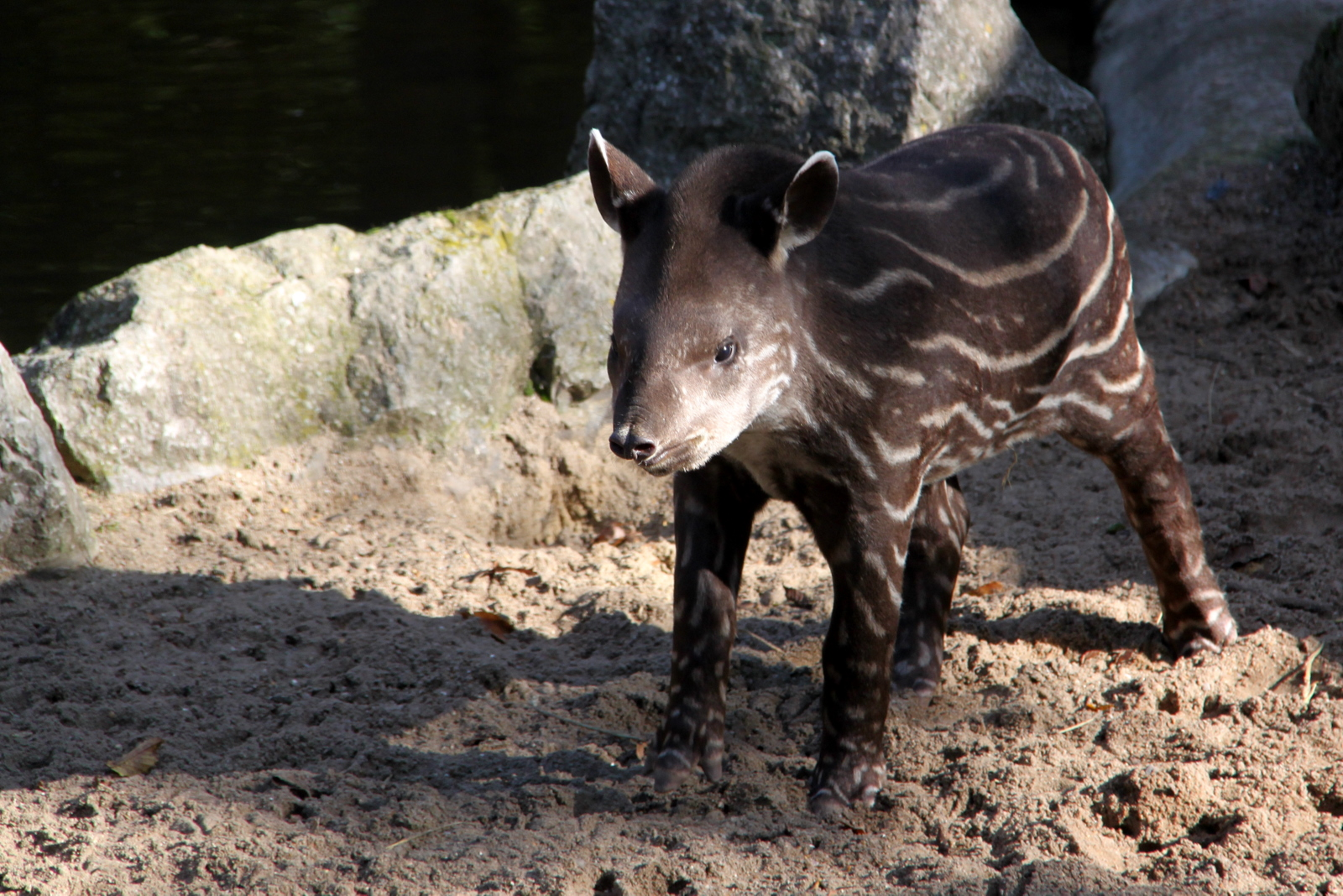
Flachlandtapir, Jungtier
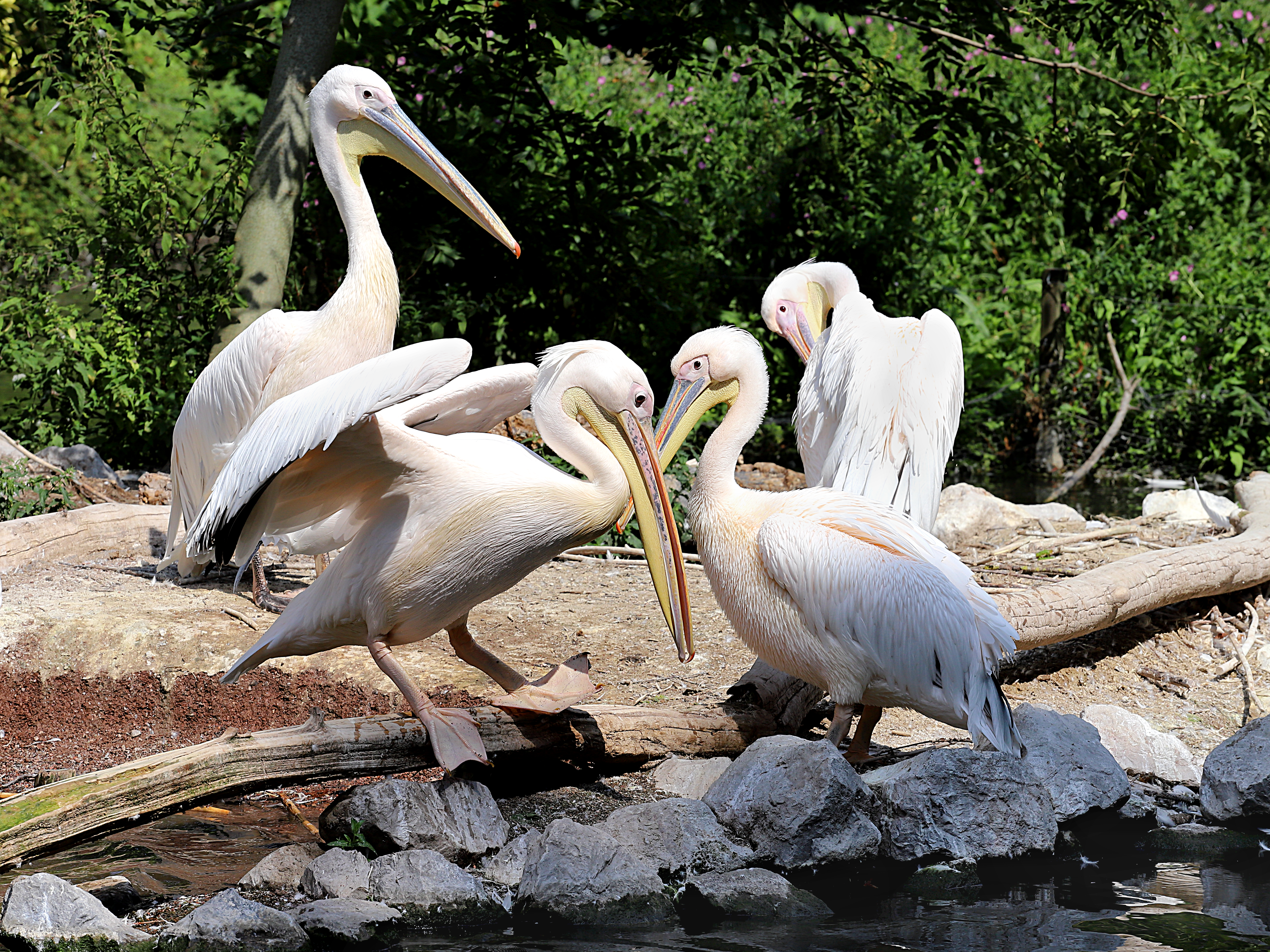
Gruppe Rosapelikane
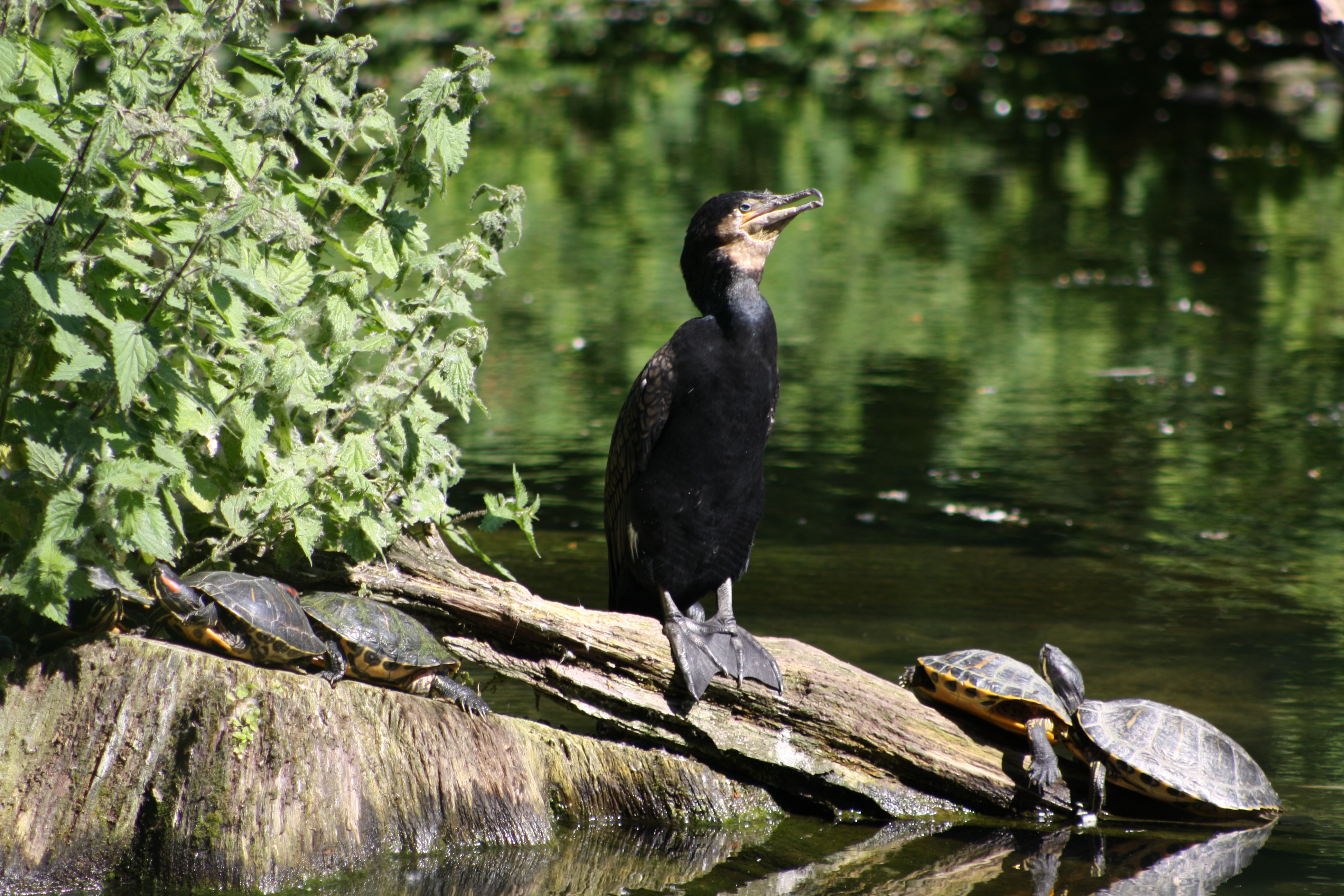
Kormoran und Rotwangen-Schmuckschildkröten
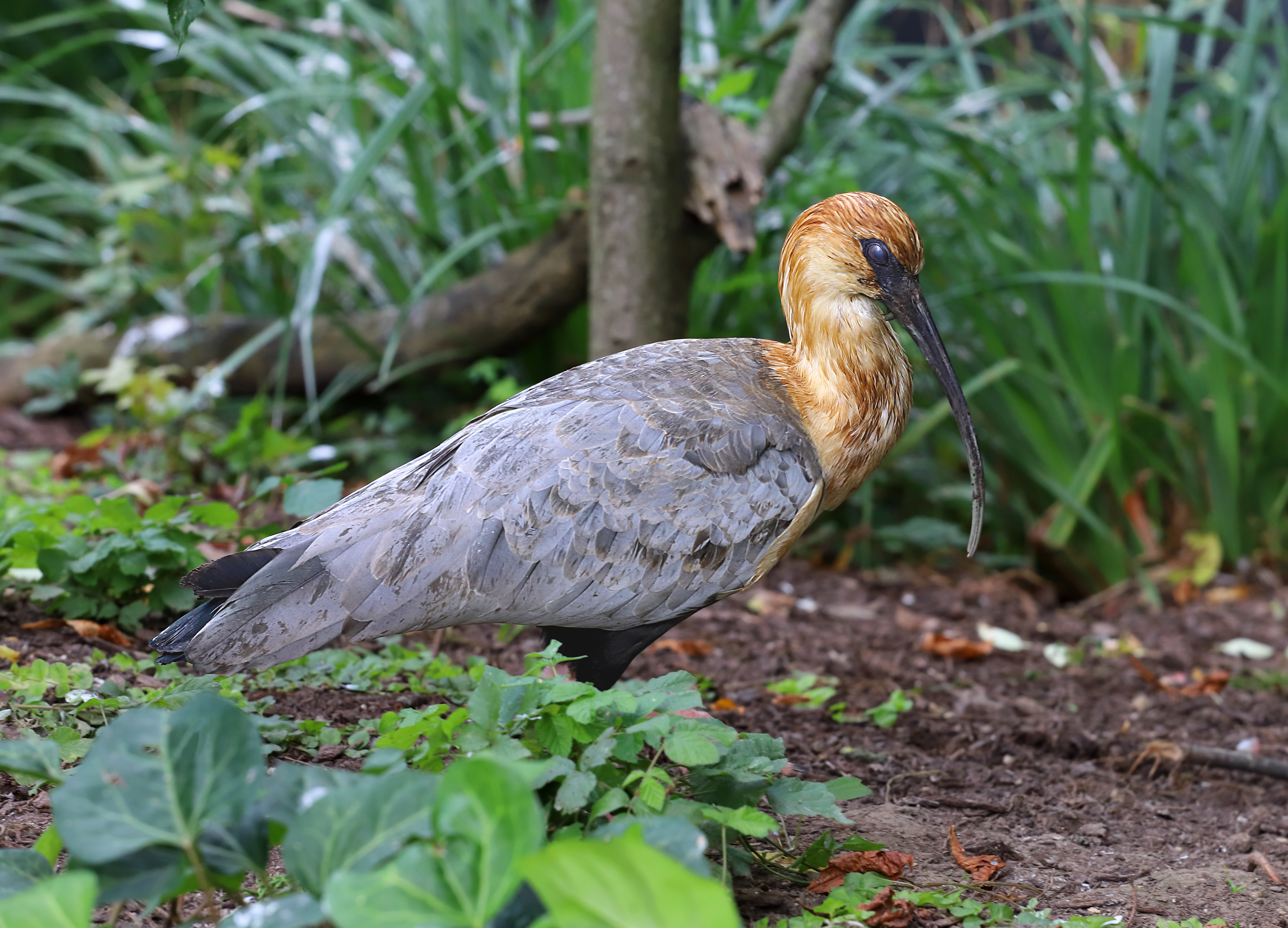
Schwarzzügelibis
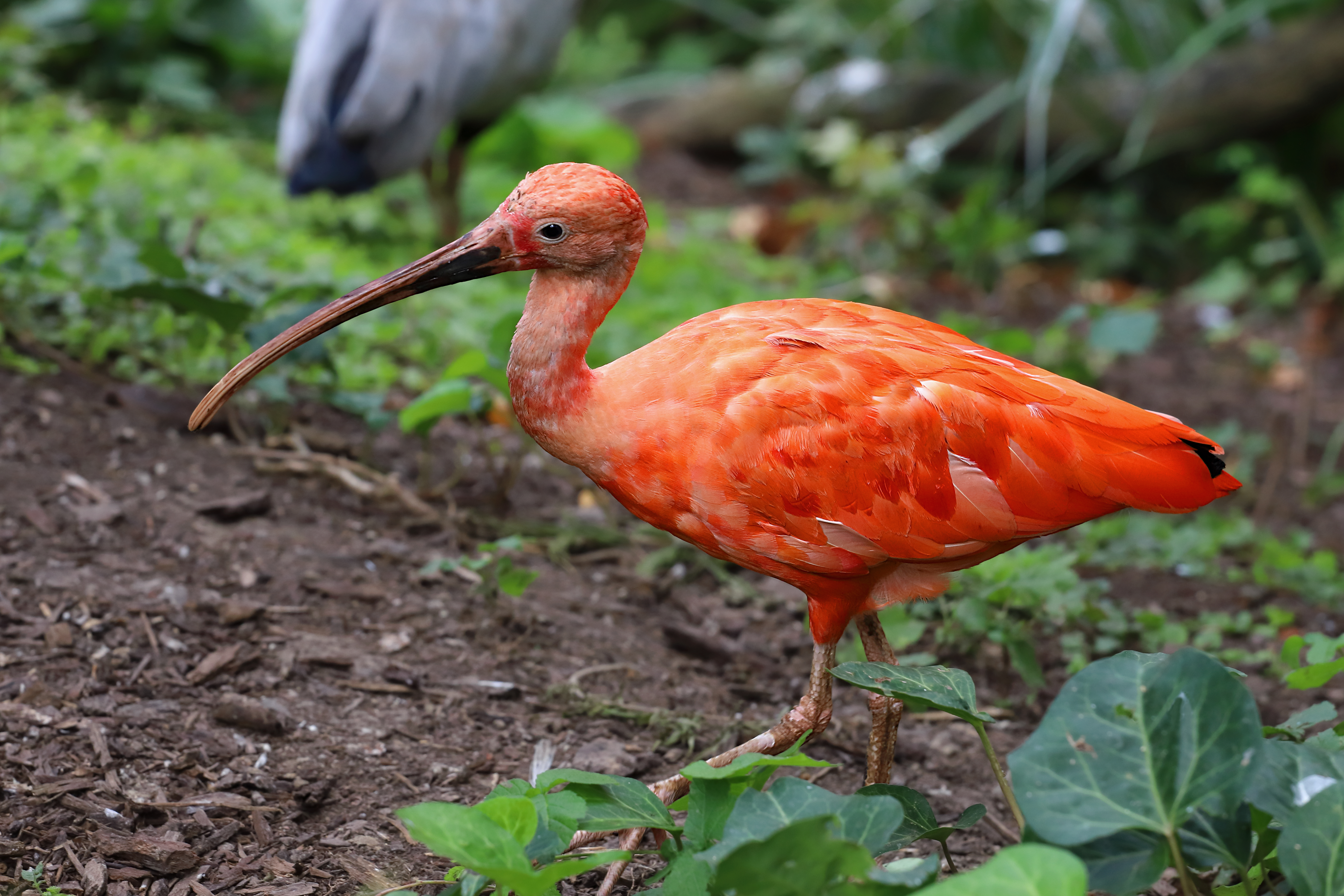
Scharlachsichler
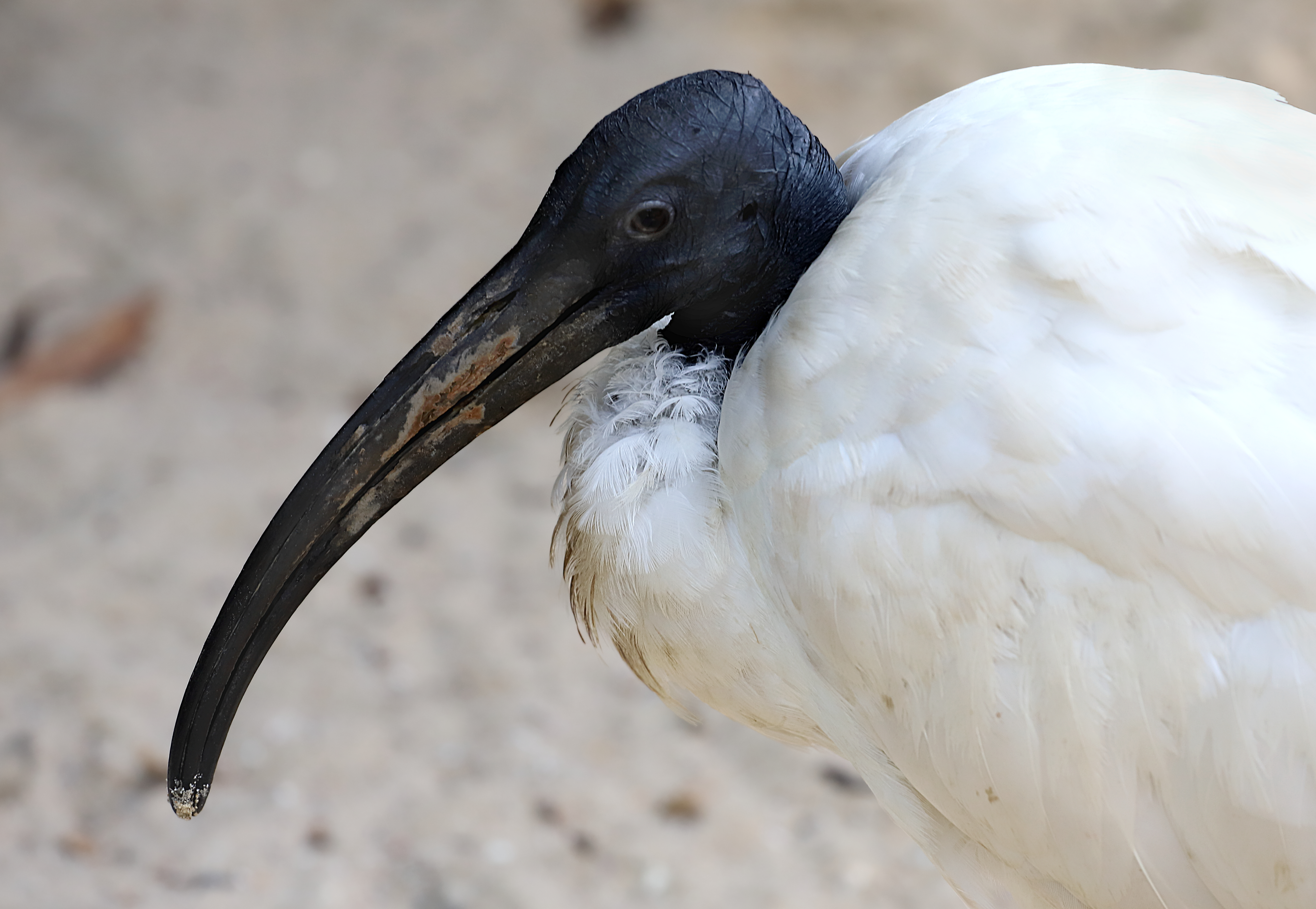
Pharaonenibis